# Foetidia mauritiana
Foetidia mauritiana är en tvåhjärtbladig växtart som beskrevs av Jean-Baptiste de Lamarck. Foetidia mauritiana ingår i släktet Foetidia och familjen Lecythidaceae.
Artens utbredningsområde är Mauritius. Inga underarter finns listade i Catalogue of Life.

## Bildgalleri

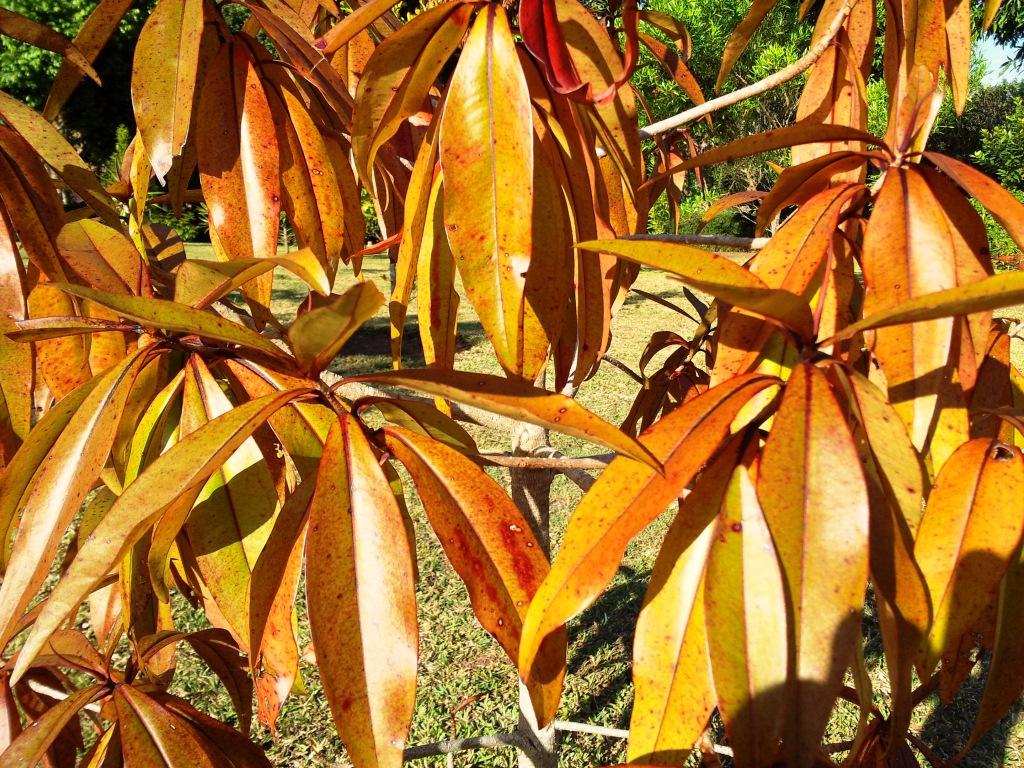
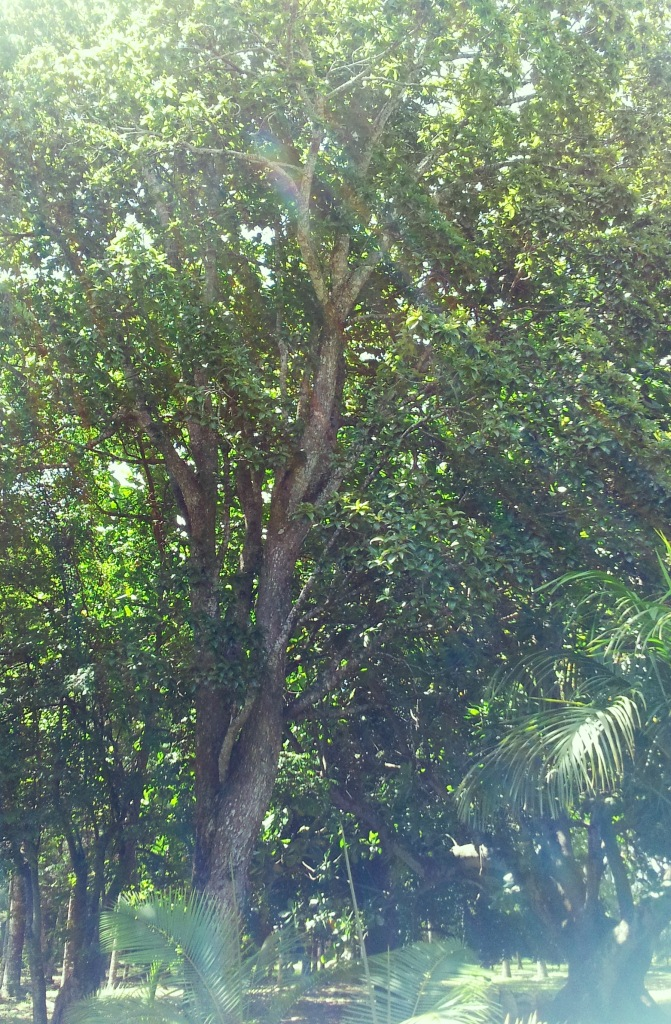
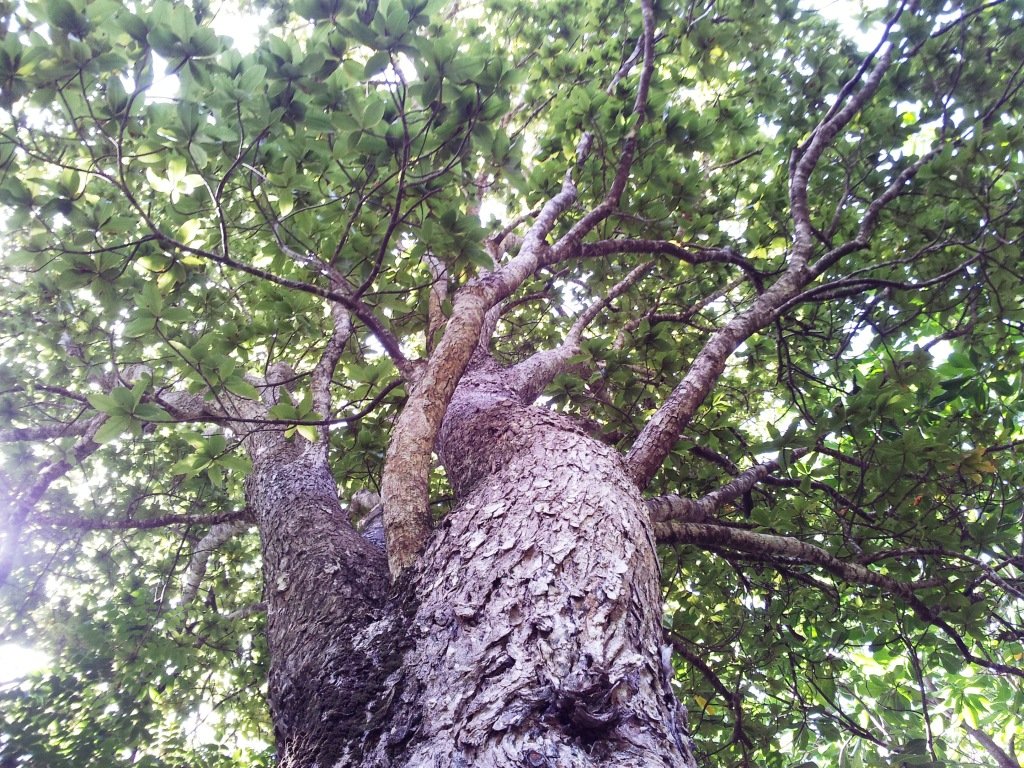
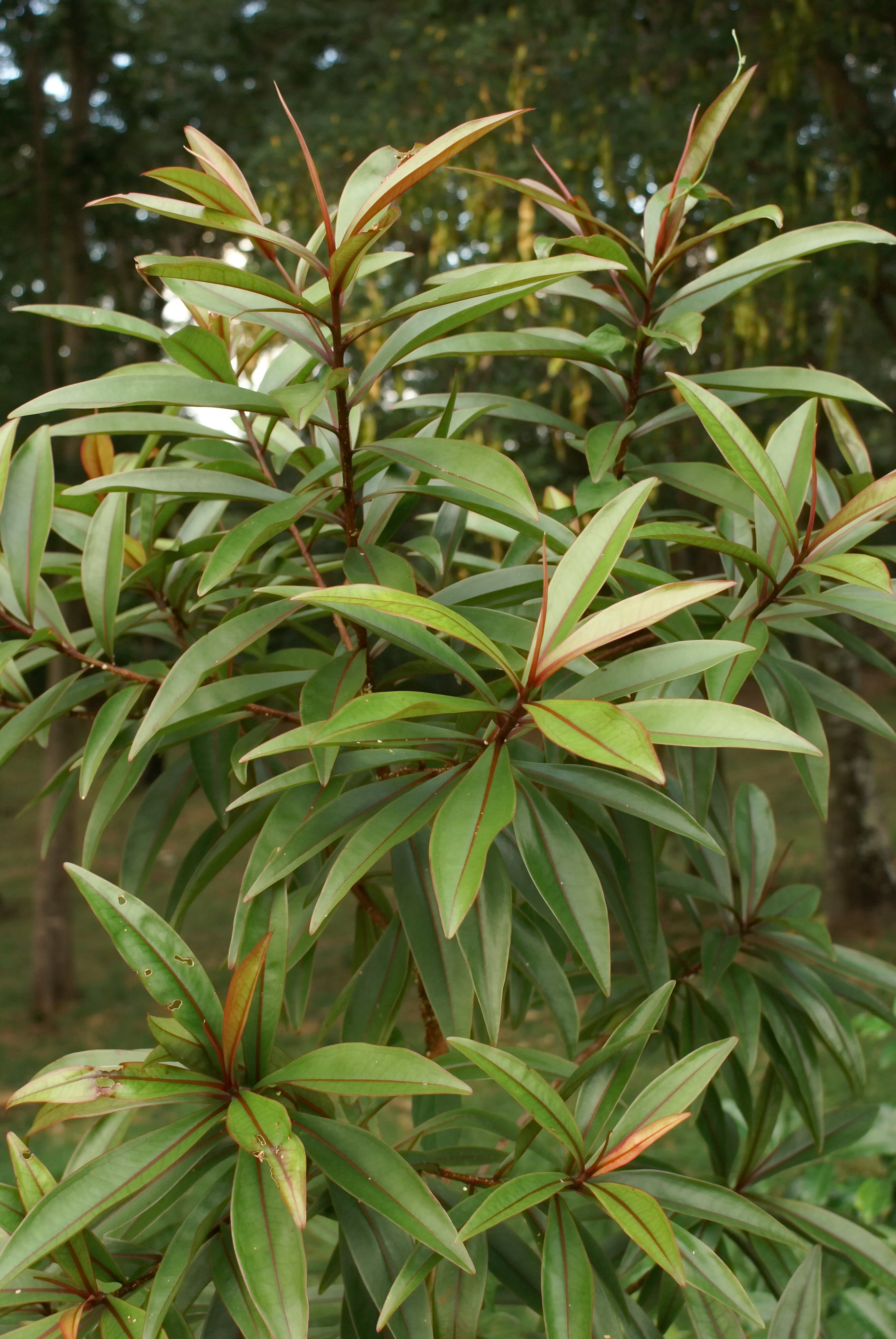